# Calamonaci
Calamonaci é uma comuna italiana da região da Sicília, província de Agrigento, com cerca de 1.525 habitantes. Estende-se por uma área de 32 km², tendo uma densidade populacional de 48 hab/km². Faz fronteira com Bivona, Caltabellotta, Lucca Sicula, Ribera, Villafranca Sicula.

## Demografia
| Variação demográfica do município entre 1861 e 2011                               |
|                                                                                   |
| Fonte: Istituto Nazionale di Statistica (ISTAT) - Elaboração gráfica da Wikipedia |